# Nacionalsocijalizam
Nacionalsocijalizam (njem. Nationalsozialismus), češće samo nacizam, politički je pokret u Njemačkoj koji je iniciran 1920. činom organizacije Nacionalsocijalističke njemačke radničke stranke (Nationalsozialistische Deutsche Arbeiterpartei). Pokret je kulminirao stvaranjem Trećeg Reicha, totalitarne države koju je od 1933. do 1945. vodio diktator Adolf Hitler.

## Nastanak i uspon nacizma
Nacizam je u mnogim aspektima bio sličan talijanskom fašizmu. No, korijeni nacizma bili su Njemački, osnovani, recimo, na Pruskoj vojnoj tradiciji autoritarizma i povećanja i na njemačkoj romantičnoj tradiciji ugostiteljstva pa sve do racionalizma, liberalizma i demokracije. Također se temeljio i na mnogim rasnim doktrinama prema kojima su nordijski ljudi, takozvani arijci, bili ne samo fizički superiorni drugim rasama, nego su bili i nositelji višeg morala i kulture. U nekim filozofskim tradicijama, to je idealiziralo državu ili uzvisilo superiornog individualca i oslobodilo takvu osobu od tradicionalnih restrikcija.
Teoretičari i planeri nacizma uključivali su i generala Haushofera, njemačkog geografa koji je imao jako velik utjecaj u njemačkoj vanjskoj politici, njemačkog urednika i vođu stranke Alfreda Rosenberga koji je formulirao nacističke rasne teorije prema djelima pisca Houstona Stewarta Chamberlaina. Zadatak da formulira i izvede mnoge nove ekonomske i financijske politike pao je na njemačkog financijera Hjalmara Schachta, a njemački arhitekt i stranački vođa Albert Speer imao je veliku ulogu u nadgledanju ekonomije tik prije kraja Drugog svjetskog rata (1939. – 1945.).

## Politika nacizma
Nacisti su zastupali stajalište da se čovječanstvo dijeli na više i niže rase, Nijemce su proglašavali višom, arijskom rasom. Pripisivali su im izvanredne sposobnosti i zato pozvane da vode svijet. Za Židove su imali stajalište da su sposobni samo za izrabljivanje drugih i za razaranje, pa ih treba uništiti (antisemitizam). Slavene su smatrali kao nesposobne za bilo kakvo stvaralaštvo i koristili ih kao radnu snagu. Za parlamentarnu demokraciju su tvrdili da je loš sustav jer omogućava djelovanje onih koji razaraju društvo i državu. Nacisti su u državi htjeli uspostaviti čvrstu vlast koju će predvoditi i o svemu odlučivati vođa (njem.Führer). Svoj nacistički program Hitler je iznio u knjizi Mein Kampf (Moja borba). Tvrdio je da Njemačkoj treba osigurati veći "životni prostor", a njega će steći na europskom istoku. Odbacivao je Versailleski mirovni ugovor i najavljivao da će Njemačka zavladati Europom, a zatim i cijelim svijetom. Nacisti su za teško stanje u državi okrivili Židove i ljevičare, komuniste.

## Posljedice Prvog svjetskog rata
Trenutni uzroci nacizma mogu se naći u posljedicama njemačkog poraza u Prvom svjetskom ratu (1914. – 1918.). Po odredbama Versajskog ugovora, Njemačka je proglašena jedinim krivcem za rat, te su joj oduzete sve kolonije i bila je prisiljena plaćati visoke reparacije. Njemački politički i ekonomski život ozbiljno je poremećen potpisivanjem ugovora. Velika inflacija, koja je došla do vrhunca 1923., uništila je njemačku srednju klasu i nanijela velike štete njemačkom ekonomskom i socijalnom životu. Nakon nekoliko godina Njemačka je dosegla neku točku ekonomske stabilnosti i sigurnosti, no Velika ekonomska kriza koja se proširila 1929., Njemačku je ponovno bacila u ekonomsku nestabilnost i u takvu depresiju iz koje, po mnogim gledištima, nije bilo izlaza. U tom periodu, demokratska Weimarska Republika je bila izložena napadima i s lijeva i s desna. Republika se pokazala nesposobnom da riješi problem ekonomske krize. Do 1933. njemački narod podržavao je ili jednu ili drugu totalitarističku stranku, Komunističku ili Nacionalsocijalističku.

## Nacistička stranka
Nacistička stranka proizašla je iz Njemačke radničke stranke, osnovane u Münchenu 1919. Kada se Hitler 1919. pridružio DAP-u, ona je imala samo 25 članova, od kojih su samo 6 aktivno sudjelovali na sastanicma stranke. Ubrzo nakon učlanjenja, Hitler je postao vođa grupe. Na prvom masovnom sastanku DAP-a u Münchenu 24. veljače 1920., Hitler je pročitao stranački program, koji je djelomično sastavio. Program se sastojao od 25 točaka koje su sadržavale mješavinu nacionalističkih zahtjeva, korupcija i socijalističkih ideja, te rasističkih i antisemitskih doktrina. Kao jedan od esencijalnih uvjeta za realizaciju svojih ciljeva, stranka je u programu objavila: "Za moderno društvo, div sa stopalima od gline, stvorit ćemo besprimjernu centralizaciju koja će ujediniti sve svoje moći u rukama vlade. Stvorit ćemo hijerarhijsku konstituciju, koja će mehanički vladati svim pokretima individualaca."

## Hitler preuzima potpuno vodstvo
Ubrzo nakon sastanka u veljači 1920., Hitlerova stranka promijenila je ime u Nacionalsocijalistička njemačka radnička stranka (Nationalsozialistische Deutsche Arbeiterpartei). Nova stranka je rasla polaki i principijelno u Bavarskoj. Uvjerena u potrebu i važnost nasilja za ostvarenje svojih ciljeva, stranka je osnovala Sturmabteilungen (ili skraćeno SA). Zadatak SA-a je bio osiguravanje sastanaka NSDAP-a od nevolja, ometanje sastanaka liberalnih demokrata, socijalista, komunista i trgovačkih saveza, te progon Židova, pogotovo Židovskih trgovca. Tome svemu pripomagali su i nezadovoljni vojnici i vojni časnici, a jedan od istaknutijih bio je Ernst Röhm.
Godine 1921. Hitler je izabran za „neograničenog predsjednika“ stranke, i iste te godine stranka je za svoj službeni znak izabrala crvenu zastavu, koja je u sredini imala bijelo polje u kojem je bila crna svastika. Godine 1923. Hitler je osnovao novine Völkischer Beobachter (Narodni promatrač), kao službeni dnevni glasnik stranke. Kako je DKP, osnovan 1919. rastao, tako je NSDAP koncentrirala većinu svoje propagande na optuživanje boljševizma, kojeg su okarakterizirali kao urotu međunarodnih židovskih financijera. Također su objavili svoj prijezir prema parlamentarnoj demokraciji i agitirali su za diktaturu.

## Pivnički puč
Dana 8. studenog 1923., zajedno sa 600 SA-ovaca, Hitler je krenuo u jednu Münchensku pivnicu, gdje je Gustav von Kahr, vođa Bavarske provincijske vlade držao javni govor. Hitler je von Kahra i njegove pomoćnike zarobio, te ih povjerio generalu Ludendorffu, i objavio je, navodno, u von Kahrovo ime da će se formirati nova nacionalna vlada. Odmah nakon toga von Kahr je pušten i okrenuo se protiv Hitlera i Ludendorffa. Nakon završnog okršaja s münchenskom policijom 9. studenog, Hitler i njegovi suradnici su pobjegli i takozvani "Pivnički puč" nije uspio. Hitler i Ludendorff su kasnije uhićeni. Ludendorff se izvukao bez kazne, no Hitleru je suđeno i dobio je kaznu od 5 godina zatvora, a djelovanje NSDAP-a je zakonom zabranjeno. U zatvoru Hitler je napisao knjigu Mein Kampf, koju je za vrijeme boravka u zatvoru diktirao Rudolfu Hessu. Ta knjiga kasnije je poslužila kao korijen svih nacističkih doktrina, propagandnih tehnika i planova za osvajanje Njemačke i Europe. Što je vrijeme prolazilo Mein Kampf je u jednom trenutku postala "biblija" nacizma. 
Hitler je pušten iz zatvora za manje od godinu dana. NSDAP je tada bio u stanju virtualnog nestanka, velikim djelom zbog poboljšanja državne ekonomske situacije koja je omogućila lakše nadgledanje svih političkih organizacija. Tijekom sljedećih godina, uz malu pomoć lojalnih pomoćnika, Hitler je polako obnovio stranku. Godine 1926. Hitler je sebe proglasio Führerom (vođom) stranke i osnovao je vojni i crnokošuljni Schutzstaffel (zaštitni odred), ili SS kako bi pružala zaštitu Hitleru i stranci i kako bi nadzirala SA. Nakon početka Velike ekonomske krize 1929. dolazak stranog kapitala u Njemačku je stao, državna vanjska trgovina je stala, korijeni njemačke industrije su stali, povećala s nezaposlenost i pale su agrikulturne cijene. Kada se kriza sve više povećavala, pojavila se idealna situacija za izbijanje revolucije. Fritz Thyssen, bogati njemački industrijalac je zajedno s još nekolicinom imućnih industrijalaca pružio NSDAP-u veliku novčanu pomoć. No, unatoč krizi, mnogi njemački industrijalci i kapitalisti su se uvelike protivili nacizmu.

## Stranka u Reichstagu
Pokret je strelovito rastao, regrutirajući tisuće civilnih službenika, propalih trgovaca i manjih biznismena, farmera, radnika zavaranih od strane socijalističkih i komunistčkih stranki, te šakom mladih ljudi iz svih klasa, odgojenih u međuratnom razdoblju s nadom za određenu ekonomsku sigurnost. Na izborima za Reichstag 1930. nacisti su dobili skoro 6,5 milijuna glasova (više od 18% od ukupnog broja glasova), u usporedi s nešto više od 800,000 glasova (oko 2,5%) koje su dobili 1928. Njihovih 107 dobivenih mjesta u Reichstagu učinilo ih je drugom najjačkom strankom u Reichstagu, odmah iza SPD-a koji je imao 143 mjesta. Komunisti, koji su dobili oko 4,6 milijuna glasova, dobili su 77 mjesta u Reichstagu.
NSDAP je uzeo sve moguće prednosti Velike depresije od 1929. do 1932. Očajnički pokušaji kancelara Brüninga da sačuva demokratsku državu hitnim dekretima nisu uspjeli smanjiti veliki val nezaposlenosti. Njegova neefikasna vlada samo je pojačala nevjeru njemačkog naroda u parlamentarnu demokraciju. Kao posljedica toga, Adolf Hitler je na predsjedničkim izborima 1932. dobio mnogo glasova, no unatoč svim glasovima pobijedio ga je bivši general Paul von Hindenburg.
Na izborima za Reichstag u srpnju 1932., nacisti su sakupili nevjerojatnih 13,7 milijuna glasova i dobili su 230 od ukupnih 670 mjesta u Reichstagu. Kao tada najjačoj stranci, iako još bez većine, predsjednik Hindenburg ponudio je nacistima mjesto u koalicijskoj vladi. Hitler je odbio tražeći samo potpunu vlast. Reichstag je raspušten, i na izborima za njegova nasljednika u studenom, stranka je pala i dobila oko 11,7 milijuna glasova što joj je donijelo samo, u usporedbi s prošlim glasovanjem, 196 mjesta u parlamentu. Kombinirani zbroj glasova komunista i socijaldemokrata bio je preko 13 milijuna, te su te dvije stranke skupa dobile 221 mjesto u parlamentu. No, kako su te dvije stranke bili ljuti neprijatelji, nacisti su još uvijek zadržali mjesto najjače stranke u Reichstagu. Hitler je ponovo odbio koalicijsku vladu i Reichstag je ponovo raspušten. Na savjet bivšeg kancelara Franza von Papena, predsjednik Hindenburg je 30. siječnja 1933. imenovao Hitlera kancelarom, te je stranka započela stvaranje nacističke države.
Pri kraju veljače, tik do početka nove izborne kampanje za Reichstag, zgrada Reichstaga uništena je u vatri nepoznatog porijekla. Nacisti su okrivili komuniste i iskoristili taj događaj i to okrivljavanje kako bi na nasilan način suzbili komunističku partiju Njemačke. Kasnije je i SPD suzbijen na nasilan način. Nijedna stranka nije pružila organiziran otpor. Sve ostale stranke su naknadno zakonom zabranjene, pokušaj stvaranja nove stranke smatran je zločinom i NSDAP je postala jedina legalna stranka u Njemačkoj. U Aktu od 23. ožujka 1933., zakonodavne moći Reichstaga prebačene su na stranku. Akt je Hitleru dao diktatorske moći i označio kraj Weimarske Republike. Po zakonu od 1. prosinca 1933., NSDAP je "nepovratno stopljen s državom".

## Organizacija stranke nakon 1933.
Od tada je stranka bila načelni instrument za provođenje totalitarističke kontrole države i njemačkog društva, provodeći ju kroz stranačku vojsku. Članovi stranke koji su bili "čiste" krvi, a napunili su 18 godina, morali su iskazati vjernost Führeru i prema državnom zakonu to su mogli napraviti samo na posebnim stranačkim sudovima. Načelno je članstvo u stranci bili po izboru: milijuni ljudi su se učlanili dobrovoljno, ali i mnogi ljudi su prisiljeni na članstvo protiv njihove volje. Mnogi civilni službenici su bili primorani na članstvo. Na svom vrhuncu, stranka je imala oko 7 milijuna članova.
Načelna zaštitna organizacija stranke bila je SA, službeno uspostavljena kao "garanter nacionalsocijalističke revolucije" i "zaštitnik nacizma". Iznuđivala je velike svote novca od njemačkih radnika i farmera kroz njihove godišnje "zimske pomoći" za siromašne, vodila je treniranje nacizma sve njemačke mladeži sa 17 godina, organizirala temeljit pogrom protiv Židova 1938., a u Drugom svjetskom ratu je opskrbljivala vjerne časnike pripojene kopnenim snagama Wehrmachta i vodila je domovinsku obranu Reicha. 
Još jedno važno stranačko tijelo bio je SS, koji je tijekom II. svjetskog rata organizirao posebne borbene jedinice koje su pomagale regularnoj vojsci u kritičnim trenucima. Zajedno sa Sicherheitsdienstom (SD-om), obavještajnom službom stranke i Reicha, SS je kontrolirao stranku u posljednjim ratnim godinama. SD je kontrolirao sabirne logore za žrtve nacističkog terora, i tijekom rata je igrao veliku ulogu u omogućavanju Hitleru da dobije kontrolu nad oružanim snagama od generalnog stožera. 
Još jedno važno stranačko tijelo bila je Hitlerova mladež (Hitlerjugend ili HJ), koja je pripremala dječake u dobi od 14 do 17 godina za članstvo u SS-u, SA-u i NSDAP-u. Stranačka Auslandsorganisation odrađivala je nacističku propagandu i stvorila, financirala i vodila nacističke organizacije među Nijemcima i ljudima njemačkog porijekla van Reicha.

## Reorganizacija njemačkog društva
Hitler je započeo organizaciju nacističke države tako što je eliminirao svu radničku i liberalno demokratsku oporbu. Suđenje za paljbu Reichstaga služilo je kao uvod za ne samo uništavanje svih komunističkih i socijaldemokratskih stranaka, nego i za ukidanje svih konstitucionalnih i civilnih prava i osnivanje koncentracijskih logora za žrtve nacizma.

### Gestapo
Geheime Staatspolizei (Tajna državna policija), poznatija kao Gestapo je organizacija osnovana da bi rješavala probleme Hitlerovih neistomišljenika. Godine 1936., kada je Gestapo uključen u sastav države, objavljeno je da Gestapo nije restriktiran javnim zakonima, nego da samo odgovara svojim šefovima, Heinirchu Himmleru i Adolfu Hitleru.

### Centralizacija i koordinacija
Od 1933. do 1935. demokratska struktura Njemačke zamijenjena je s potpuno centraliziranom državom. Autonomija prije testirana u mnogo navrata od strane provizionalne vlade je eliminirana, i te regionalne vlade pretvorene su u striktno kontrolirane organe središnje vlade. Reichstag je zadržao samo ceremonijalnu, a ne i zakonodavnu funkciju. Pomoću procesa privatizacije (Gleichschaltung), sve tvrtke za rad, biznis i agrikulturu, kao i za edukaciju i kulturu, stavljene su pod kontrolu i vodstvo stranke. Čak je i protestantska crkva prodrta od strane nacističkih doktrina. Posebni zakon je donesen koji je Židove isključio iz zaštite njemačkog zakona.

### Ekonomija i početak 1934.
Najveći problem s kojim se vodstvo stranke suočilo po dolasku na vlast je nezaposlenost. Njemačka industrija je tada radila s otprilike 58% ukupnog kapaciteta. Aproksimativni broj nezaposlenih u Njemačkoj tada bio je između 6 i 7 milijuna ljudi. Među njima je bilo i na desetke tisuća članova stranke koji su se nadali da će Hitler izvršiti obećanja nacističke propagande o antikapitalizmu, prekidu monopola većih tvrtki i oživljavanju industrije stvarajući više malih biznisa. Stranački poredak i podaci zahtijevali su "drugu revoluciju". SA, kojeg je predvodio Ernst Röhm, uključio je kontrolu nad Reichswehrom u program "druge revolucije". Hitler je trebao odlučiti između plebejskog nacističkog režima i saveza s industrijalcima u zemlji i generalnim štabom Reichswehra. Hitler se odlučio za drugi od dva mu ponuđena izbora. Navečer 30. lipnja 1934. Hitler je naredio izvršenje tzv. "Noći dugih noževa": naredio je SS-ovcima da ubiju članove SA-a, organizacije za koju se Hitler bojao da će agitirati Reichswehr. Ubijen je velik broj vođa SA-a (uključujući i Röhma), te između 400 i 1000 njihovih sljedbenika, od kojih su dosta njih bili nedužni za bilo kakav otpor Hitleru. U toj noći ubijeni su i još neki neprijatelji režima kao general Kurt von Schleicher i još neki monarhisti koji su željeli obnavljanje dinastije Hohenzollern.

## Katolička Crkva osudila nacizam
Nacistički poredak je imao na zubu i kršćanstvo. Katolička Crkva je osudila nacizam, te je papa Pio XI. u svojoj enciklici Mit brennender Sorge (rijetka papinska enciklika napisana na njemačkom jeziku, koja je u njemačkoj potajice od vlasti tiskana i raspačana diljem zemlje) iz 1937. osudio nacionalsocijalizam i rasne teorije - nakon što je u već u ranije objavljenoj enciklici Non abbiamo bisogno iz 1931. bio osudio talijanski fašizam. Papina reakcija je pobudila kršćanski svijet neka se pojačano zanima za ove probleme, a to je osobito bio slučaj u državama u kojima je bilo na vidiku da će se sraziti totalitarne ideologije. U rasprave o osudi nacizma uključili i hrvatski bogoslovi, katolički laici, sveučilišni profesori te redovnici iz velikih redova kao što su dominikanci, franjevci i isusovci (Hijacint Bošković: Filozofski izvori fašizma i nacionalnog socijalizma, 1939.). U Hrvatskoj je osobito o. Stjepan Poglajen protiv nacizma mnogo pisao u isusovačkom časopis "Život", kojega je bio urednik, a nešto prije objave enciklike "Mit brennender Sorge" protiv rasističkih politika nacizma javno progovara i zagrebački nadbiskup Alojzije Stepinac.

## “Novi poredak“
Suzbijanje oporbenih stranaka i krvavi pokolji nisu riješili problem nezaposlenosti. Kako bi eliminirao oporbu, Hitler je trebao oživiti njemačku industriju. Njegovo rješenje bilo je stvaranje "novog poretka", čije su osnove trebale biti: da se potpuna i profitabilna utilizacija kapaciteta njemačke industrije može postići samo ako se Njemačka uzdigne na razinu vodeće u svjetskoj trgovini, industriji i financijama, da se nužni izvori sirovina koji su Njemačkoj zabranjeni počnu iskorištavati, da se uspostavi kontrola nad ostalim nužnim izvorima, da se izgradi adekvatna trgovačka flota i modernizirani željeznički, zračni i cestovni promet i naposljetku da se industrija organizira tako da iskorištava sve svoje mogućnosti.
Iz tih osnova izvedena su dvije skupine zaključaka. Prva skupina prepoznala je da provođenje cijelog plana zahtjeva eliminaciju političkih i ekonomskih restrikcija koje je Njemačkoj nametnuo Versajski sporazum i da bi taj korak ulitimativno rezultirao rat. Prema tome, ekonomija se trebala organizirati o oblik nezvan ratna ekonomija. Njemačka je trebala postati potpuno neovisna o drugima u strateškim sirovinama tako što bi razvila sintetičke zamjene za one materijale koji nisu bili dostupni u zemlji i koje nisu mogli uvesti. Dovoljna količina hrane trebala je biti osigurana kontroliranom agrikulturom. Druga skupina zaključaka brinula se o eliminaciji prepreka za realiziranje plana, izdižući se iz radničkih sukoba da im poboljša stanje.

## Trgovački savezi
Konkretno, "novi poredak" je uključivao i ukidanje trgovačkih saveza i udruženja, zapljenu njihovih financijskih i ostalih prednosti, eliminiranje kolektivnih nagodbi među radnicima, zabrane štrajkova i lokauta, te nabavu zakonskog članstva u Deutsche Arbeitsfrontu ili DAF-u. Plaće su određivane od strane ministarstva nacionalne ekonomije. Vladini dužnosnici, koje je postavljao sam ministar nacionalne ekonomije, su se bavili pitanjima plaća, radnih sati i uvjeta rada.
Trgovački savezi biznismena i industrijalaca sklopljeni tijekom Weimarske Republike su pretvoreni u organe državnog vijeća. Članstvo zaposlenika bilo je prisilno. Moć nadgledanja rada ovih organizacija data je Ministarsvu nacionalne ekonomije, koje je imalo moć priznati trgovačke unije kao samostalne predstavnike njihovih grana industrije, organizirati nove unije, ukinuti ili spojiti postojeće unije i postaviti i dati otkaz vođama tih unija. Vježbanjem ovih moći i dobivanjem zakonskih ovlasti, ministarstvo ekonomije je uvelike povećalo postojeće kartele i karteliziralo čitave industrije. Banke su slično "koridnirane". Prava o privatnom vlasništvu su očuvana, a već nacionalizirana poduzeća su "reprivatizirana", tj. vraćena su pod privatna vlasništva, no vlasnci su bili pod strogom državnom kontrolom. Preko svih ovih i sličnih metoda, Hitlerov režim je skorz eliminirao konkurenciju. Ultimativno, "novi poredak" je ekonomski dominiran od strane četiriju banaka i relativno malim brojem konglomerata, uključujući i carstvo obitelji Krup i ozloglašene Interessengemeinschaft Farbenindustrie, znane i kao I.G. I.G., koja je proizvodila sredstva za bojenje, sinetičku gumu, ulja i ostale proizvode, sudjelovala je u ili dominirala s oko 400 poduzeća. Neka od tih poduzeća su iskoristile milijune ratnih zarobljenika ili mještana teritorija koje je Reich osvojio kao prisilu radnu snagu u njemačkoj industriji. Kartele su također bile i opskrba za sistematično i znanstveno ispebljenje milijuna Židova, Poljaka, Rusa i drugih koje je počinila Hitlerova vlada.

## Opasni efekti nacizma
Vidi glavne članke:Neonacizam, Antisemitizam
Stvaranje "novog poretka" omogućilo je nacistima da eliminiraju nezaposlenost, osiguraju njemačkim radnicima dobar standard života, obogate političko vodstvo, industriju i financije i da razviju izvanredan ratni stroj. Kada su konstruirali njihov "novi poredak" u Njemačkoj, nacisti su razvili politiku i diplomaciju kako bi bili bliži stvaranju Velike Njemačke. Hitlerova vanjska politika obilježava jednu mračnu stranu povijesti i detaljno je opisana u enciklopedijama iz Njemačke, Europe, Austrije, Čehoslovačke, Španjolske, Italije i Sovjetskog Saveza. Najvažniji događaji nacističkog režima su remilitarizacija Porajnja (1936.), osnivanje Sila Osovine (1936.), intervencija u Španjolskom građanskom ratu (1936. – 1939.) na strani Francisca Franca, Anschluss (1938.), uništenje Čehoslovačke (1939.), Pakt Ribbentrop-Molotov (1939.) i invazija na Poljsku 1. rujna 1939. koja je rezultirala Drugim svjetskim ratom.
Najtragičniji potez nacionalsocijalističke vlade u njemačkoj je dakako holokaust, koji je rezultirao smrću 6 milijuna Židova i pripadnika drugih naroda i rasa (Romi, Česi, Poljaci) i ljudi nepodobnih po nacističkim doktrinama (politička oporba, homoseksualci).
Nakon rata, nacizam je za sobom ostavio sljedbenike koji se nazivaju neonacisti, koji teže obnavljanju nacističkog pokreta. Odlikuju se rasizmom, antisemitizmom i homofobijom.

## Poveznice
- Istaknuti Nacisti
- SS
- SA
- Adolf Hitler
- OKW
- Gestapo
- Fašizam
- Benito Mussolini
- Joseph Goebbels
- Heinrich Himmler
- Hermann Göring
- Holokaust